# 宿州站
宿州站，原名宿县站，位于安徽省宿州市宿怀路。车站为京沪铁路车站，距离北京站888公里，建于1910年。宿州站现为二等站，由上铁淮北车务段管辖，办理客货运业务，无始发列车。

## 历史

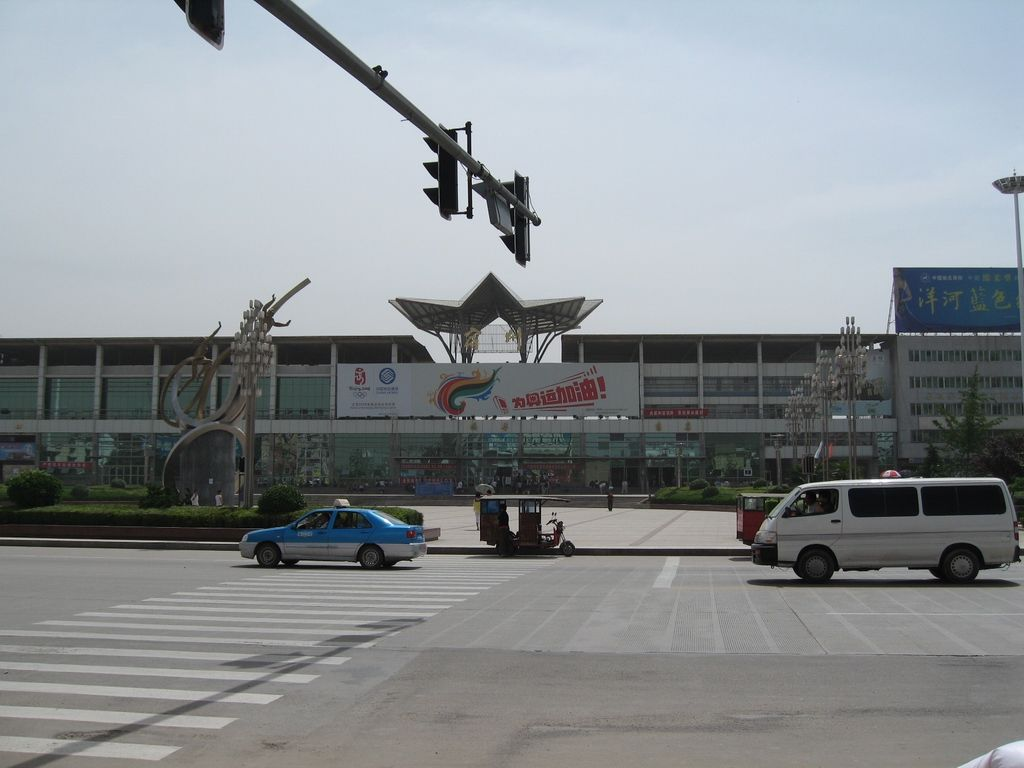
站前广场（2008年6月）

车站建于1910年，初名南宿州站，之后改为宿县站。站内仅有正线一股，站线两股，货线两股。站房面积小，无门窗。
1954年将旧候车室拆除，在原址改建成面积150平方米的中型候车室，同时新建设机务折返段。1960年在宿县车站北，再建一座面积为750平方米的候车室。1963年又新添货运线一股，并修筑宿东电厂专用线。
1969年建设津浦铁路复线时，宿县车站又增加正线一股、站线一股。新建一面积为1135平方米的大型候车室，扩建新候车室门前的车站广场，面积为10000平方米。1973年将原站东侧两条货物线各延长400米，另外增加货物线两股。1976年再建宿县站南货场。1981年建北仓库露天货棚一列。
1982年经铁道部批准，宿县车站升为二等车站。1984年宿县车站一号月台风雨棚落成，同时进行一号月台至二号月台间的地下人行道工程，并于次年建成，投入使用。不久二号月台的风雨棚也建成。
2000年车站站名由宿县更名为宿州站。
2008年5月宿州站进行1、3号高站台及雨棚施工。同年10月5日，车站开始接发动车组列车。2016年车站改建进站天桥、同时将3站台改为低站台，并改善二楼候车室的内部结构。改造后宿州站站房一楼候车室供北上列车旅客使用，二楼候车室供南下列车旅客使用；站场共有接发线六股，货物线四股，专用线等其它线八股，共18股道。客运站场设有三座站台，包括一座侧式站台和一座岛式站台，其中2、3站台为低站台。
2020年8月开始，车站改造工程开工，新建东站房和站场扩建至3台8线，将北货场和宿州站旁工务轨料基地搬迁至符离集站并建设新的物流中心。符离集货场工程于2021年5月30日封顶。为配合改造，宿州站自2021年9月10日起至2022年12月30日停办客运业务。
2022年12月31日，宿州站改建工程历时26个月後全面完成，新站房正式启用。

## 车站结构

### 站房
宿州站新站房于2022年12月31日启用，位于原站场东侧，长150.5米、进深48.0米，建筑面积14998平方米。站房主体为两层，一层中部为进站广厅、候车厅，西侧为检票进站区域，连接基本站台，北侧为售票厅、VIP候车室、开水间、卫生间等；二层中部为候车厅，与天桥连接，两侧为值班办公用房、开水间、卫生间、旅客服务区等；一二层候车室间设垂梯1部、扶梯2部。配有候车区集中空调、电动扶梯、无障碍电动垂梯、自助售（取）票机、闸机、12306综合服务台及哺乳室等设备设施和商业网点。以“石刻镌华，历史宿州”为设计理念，站房立面采用楚汉的建筑原色和文化符号，借鉴石刻艺术的平刻、浮雕等技法，运用石构模仿木构的建造原理，形成古朴浑厚的建筑风格；云纹浮雕造型体现了宿州作为华东地区最大的云计算数据中心“云都”的美名，将现代和古典相结合，形成“古朴宏厚”的立面效果。站房地上两层，地下一层，南北两侧局部夹层，采用上进下出的旅客进出站流线，候车室可容纳7000余名旅客同时候车。

### 站场
2022年车站站改后规模3台8线，包括2条正线和6条到发线。各站台和站房间设有一座10米宽天桥和一座8米宽地道连接。
宿州站南货场位于宿固路，主要办理散堆装，笨重货物到发业务。货场设有通往中煤第三建设公司物资供销总公司储运公司、中央储备粮宿州直属库、宿州中粮生物化学有限公司和国电宿州第二热电有限公司的专用线。车站曾设有北货场，位于崔园路西侧，主要办理成件包装怕湿货物发到业务，改造后迁至符离集站。
| 西       | 老站房（已拆除）                |
| 5站台    | 京沪铁路 往北京方向（符离集站） |
| 岛式站台 |                                 |
| 4站台    | 京沪铁路 往北京方向（符离集站） |
| 侧线     | 京沪铁路 往北京方向（符离集站） |
| 正线     | 京沪铁路 上行列车通过线         |
| 正线     | 京沪铁路 下行列车通过线         |
| 3站台    | 京沪铁路往上海方向（宿州南站）  |
| 岛式站台 |                                 |
| 2站台    | 京沪铁路 往上海方向（宿州南站） |
| 1站台    | 京沪铁路 往上海方向（宿州南站） |
| 侧式站台 |                                 |
| 东       | 新站房、进站、售票、候车        |